# Forte Tenaglia
Forte Tenaglia (208 s.l.m.) è un'opera fortificata di Genova, risalente al 1633. Originariamente inserita nell'andamento delle "Mura Nuove" a difesa della città, è situata sulle alture di Sampierdarena, in un crinale dominante sulla val Polcevera.
Deve il suo nome alla particolare conformazione architettonica che assomiglia a una tenaglia, opera che in architettura militare viene detta opera a corno.

## Nome
Il nome deriva dalla prima forma che gli era stata data ai tempi dell'edificazione, appunto a tenaglia. Tuttavia c'è il dubbio se il nome corretto sia tenaglia o tenaglie. Nella maggior parte dei documenti storici il nome è al singolare, tuttavia nella recente fase di recupero da parte dell'associazione "La Piuma OdV"  è stata riscoperta una targa marmorea recante il nome tenaglie. La storpiatura dal singolare al plurale deriva da una errata traduzione del francese la tenaille, come recitano i disegni di progetto.

## Storia
Il forte sorge sull'area originariamente occupata dalla Bastia di Promontorio, una fortificazione che risalirebbe al 1478. La posizione era per Genova cruciale per la difesa del territorio, vista la posizione dominante sulla Val Polcevera. Della rocca quattrocentesca non si hanno fonti certe sulla composizione architettonica.
Il bastione fu demolito nel 1633, durante la costruzione delle Mura Nuove, per far posto ad una fortificazione avanzata, una “tenaglia” (come veniva definita questo tipo di fortificazione nell’architettura militare coeva) a forma di corno (ossia una tenaglia realizzata come opera a corno), con batterie rivolte alla foce del torrente Polcevera.
Già nel 1625, con la minaccia degli eserciti franco-savoiardi, fra i molti consigli per difendere la città vi fu quello del frate Pier Francesco da Genova, secondo il quale occorreva potenziare la Bastia del Promontorio, della quale era evidente l'importanza strategica :
Secondo le indicazioni dell'architetto Padre Fiorenzuola, il tracciato delle Mura lasciò fuori il promontorio pianeggiante dove sorgeva la Bastia, che però per ragioni di sicurezza non doveva essere demolita "fino a che non sia finito il cinto in detta parte".
Nel 1747 durante l'assedio austriaco, la linea occidentale delle mura fu rinforzata secondo i dettami dell'ingegnere francese Jacques De Sicre, per poi essere quasi abbandonato fino al 1797 anno di una rivolta antifrancese, in cui nel forte si asserragliarono l'11 luglio, alcuni insorti, sconfitti dalle truppe del generale Duphont.
Con l'intervento del Genio Militare Sabaudo, iniziarono quei lavori che renderanno l'opera da semplice avanguardia, a vero e proprio forte. In un periodo compreso tra il 1815 ed il 1830, lo stretto camminamento all'opera a corno fu rialzato, con materiale di riporto, di circa 10 m, ed allargato di 25, in modo da formare un terrapieno. A metà di questo, dal 1831 fu inglobata la caserma interrata. Con l'elevazione della cortina settentrionale e della fronte a ponente, e l'innalzamento di cortine in parallelo a chiusura del perimetro, si ottenne la finale forma a "L".
Nel 1849 con i moti popolari, il Forte fu occupato da insorti (come accadde per i forti vicini, Belvedere e Crocetta), ma a causa di un traditore nelle file dei rivoltosi, il forte fu riconquistato dalle truppe regie;

### Storia recente
Nel 1914 l'intero sistema difensivo genovese, ritenuto ormai inadeguato, venne abbandonato, passando dal Demanio Pubblico Militare al Demanio Patrimoniale dello Stato. Nel 1917 vi vennero rinchiusi prigionieri di guerra dell'esercito austro-ungarico. Tuttavia all'inizio del secondo conflitto mondiale l'esercito modificò le vecchie postazioni sull'opera, edificando quattro piazzole in cemento armato per pezzi di contraerea da 88/56, oggi ancora visibili, nei pressi delle quali furono realizzati piccole strutture per il servizio della guarnigione. Dopo l'armistizio dell'8 settembre 1943, il forte passò nelle mani della Wehrmacht, e fu danneggiato da un bombardamento alleato, effettuato per indurre la guarnigione alla resa, che diroccò in parte sulla cortina meridionale.
Dal 2011 il forte è stato dato in concessione dall'ente proprietario, che era il Demanio e oggi è il Comune di Genova, all'associazione onlus La Piuma  (oggi OdV) che ha proceduto tramite volontari alla bonifica dalle piante infestanti, dai rifiuti di ogni sorta e ai rilevamenti topografici nell'ottica di un progetto con finalità sociali, culturali e ambientali, a favore della città di Genova e del pubblico in generale. L'associazione ha condotto il restauro della Casa del Telegrafo, nella parte superiore del complesso, dove oggi risiede la casa-famiglia della Piuma e vi sono locali ad uso di gruppi, volontari ed eventi. L'associazione accoglie regolarmente gruppi di visitatori in occasione di giornate di apertura (Porte Aperte), eventi a tema storico, culturale, artistico o naturalistico, trekking urbani, attività didattiche o di volontariato, e su prenotazione concordata. Ne dà comunicazione tramite sito web, pagina facebook e newsletter. Inoltre due giorni a settimana (mercoledì e sabato) è possibile partecipare ai lavori di manutenzione e recupero condotti da volontari, previa contatto con i responsabili. Il forte presenta elementi originari, come intonaci con impresse le firme di soldati, l'argano per il sollevamento dei materiali, inferriate originali, una santabarbara in ottimo stato di conservazione e diverse piazzole in cui erano posizionati i cannoni della contraerea.

## Come arrivare
A piedi, per gli amanti dell'escursionismo, un interessante percorso alla scoperta di alcune delle opere fortificate occidentali di Genova conduce dalla collina di Belvedere fino al Forte Sperone lungo il sentiero delle antiche Mura, passando per Forte Tenaglia, toccando anche i resti del Forte Belvedere, Forte Crocetta e poi prosegue per Forte Begato.
In automobile da Dinegro prendendo via Venezia, via Ferrara e poi via Bianco verso sinistra. Oppure da via Cantore a Sampierdarena, si segue salita Belvedere e poi salita al Forte della Crocetta, dove si lascia l'automobile per prendere un veloce sentiero che porta fino al Forte.
In autobus da Stazione Principe con il n.38 fino al capolinea Granarolo, e a piedi per 10 minuti lungo via Bianco fino allo sterrato indicato per il Forte.